# Wojciech Cejrowski

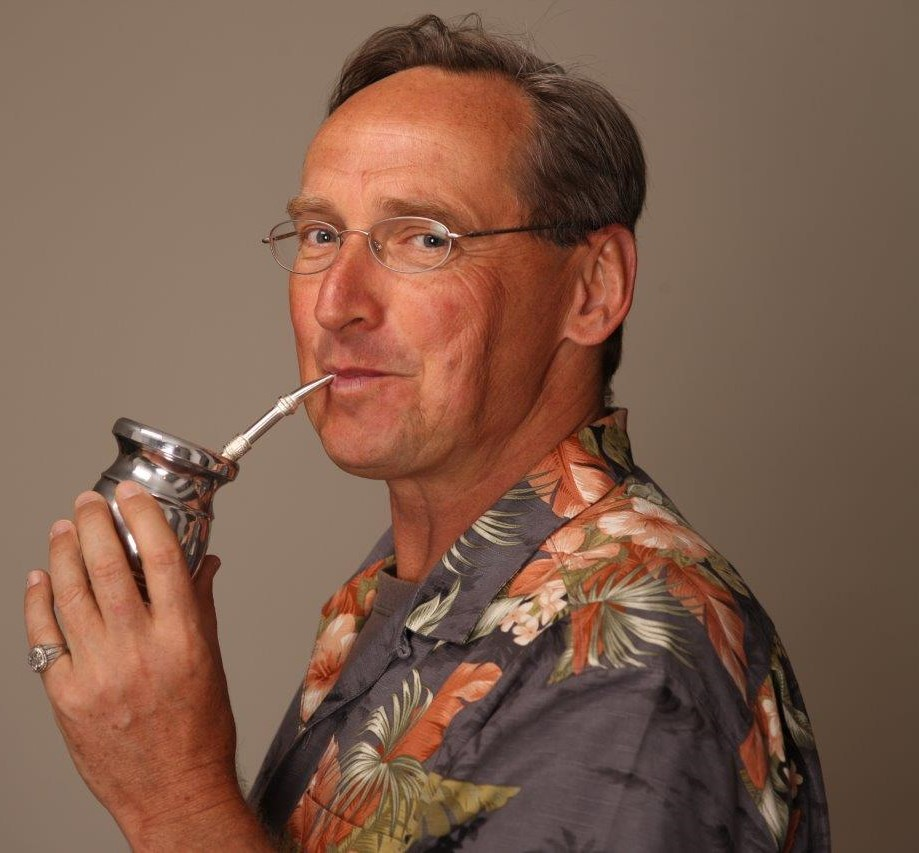
Wojciech Cejrowski - 2020

Wojciech Cejrowski (n. 27 de junio de 1964 en Elbląg) es un viajero, periodista de radio, escritor, publicista, crítico musical, personalidad televisiva y fotógrafo polaco. 
Estudió actuación en Varsovia, historia del arte en Lublin; y sociología y arqueología en Varsovia.
Habla polaco, español, inglés, portugués y ruso[1].
Wojciech Cejrowski ha visitado más de 60 países en 6 continentes. La mayoría de sus viajes han sido a la Amazonia, donde ha documentado la vida de los indígenas. Ha recorrido, entre otros, la selva pantanosa de Darién, en la frontera entre Colombia y Panamá (1996) y ha participado en Camel Trophy, en Guyana, en 1996, durante el cual llegó hasta el remoto asentamiento de la tribu Wai Wai[2]. Tiene una casa en Arizona donde vive desde octubre hasta abril o mayo, resto del año pasa en Polonia cuidando su granja agrícola[3].

## Expediciones
- 1985 - Cuba, México - expedición espeleológica
- 1986 - México - documentación de los puntos arqueológicos de los toltecas
- 1986 - México - "Lakandoni - descendientes de los mayos
- 1987 - México - documentación de los puntos arqueológicos de los mayos
- 1987/1988 - México - "las tribus fronterizas - entre el mundo de los aztecas y los mayas"
- 1989 - Unión Soviética - "Lavra - las capitales de la ortodoxia"
- 1989 - México - "Lost Tribe - los descendientes modernos de los indios"
- 1990 - Guatemala, Honduras, México - "Mundo Maya"
- 1990 - Unión Soviética - "La vida en komunałkach"
- 1990 - Cáucaso
- 1991 - Costa Rica, Nicaragua, Honduras, El Salvador, Guatemala, Belice - "Guerrilla - guerrillas, los insurgentes y bandidos comunes"
- 1991 - Guatemala - ruinas mayas desconocidas, los descendientes de los esclavos en Jamaica
- 1992 - Texas / México - "tribus fronterizas - Tarahumara, Raramuri"
- 1993 - Estados Unidos - rituales contemporáneos de los nativos americanos pow-wow
- 1994 - Honduras, México - El inicio del proyecto "indios miskitos"
- 1995 - Colombia - Kogi indios
- 1996 - Panamá / Colombia - Senderos de transición del Darién, Chocó y los indios Kuna
- 1997 - Venezuela / Brasil - Indios Yanomami, Piaroa y Kurripaco
- 1997 - Australia - "A partir de Adelaida a la península de York"
- 1998 - Venezuela / Colombia - indios Carapana
- 1998 - EE.UU. / Canadá / México - "los menonitas, los amish y los mormones"
- 1999 - Guyana / Venezuela / Brasil - los últimos indios de Wai Wai
- 1999/2000 - Marruecos - "La vida cotidiana en souku"
- 2000 - Paraguay / Brasil - menonitas, indios Aché, Ayoreo, Nivaclé
- 2001 - Perú / Ecuador - cruce del río Napo, la tribu Sekoya
- 2002 - Colombia, Perú, Brasil - Marubo tribus, y Mayoruna Yagua
- 2002 - Ecuador
- 2003 - Suriname / Guyana Br / Brasil -. Tribus de Bush Negros, Tirio, Wayan y Wai Wai
- 2004 - Israel / Palestina - en los pasos de Jesús
- 2004 - Costa Rica / Panamá - garífuna, tribu africana en el Caribe
- 2005 - Bolivia - reducciones jesuíticas en el Chaco boliviano, el Río Madre de Dios en Perú
- 2006 - Perú - pasos de los Incas, Machu Picchu, Cuzco
- 2006 - México
- 2007 - Senegal / Gambia / Cabo Verde
- 2007 - Ecuador
- 2007 - Perú / Colombia / Brasil
- 2007 - Trinidad y Tobago
- 2007 - Namibia
- 2007 - Túnez
- 2008 - Perú
- 2008 - México
- 2008 - Guatemala
- 2008 - Puerto Rico
- 2008 - El archipiélago de Vanuatu
- 2008 - Madagascar
- 2009 - México
- 2009 - Venezuela
- 2009 - Tailandia
- 2009 - Colombia / Perú / Ecuador - Enciclopedia jíbaros (Achuar)
- 2009 - Brasil
- 2009 - México / Guatemala / Belice [7]
- 2010 - Congo / Gabón
- 2010 - EE.UU. (Nebraska / Dakota del Sur / Dakota del Norte / Minnesota / Wyoming / Iowa)
- 2010 - Japón / Australia / Fiyi - "Desde el Océano Índico hasta el Pacífico"
- 2011 - Etiopía
- 2011 - Jerusalén
- 2011 - EE.UU. (Texas)

## Organizaciones
- Royal Geographical Society
- The Explorers Club[1]
- CMA – Country Music Association
- ACMA – Australian Country Music Association (Australia)
- Stowarzyszenie Muzyki Country (Polonia)
- South American Explorers Club

## Libros
Cejrowski ha publicado varios libros, algunos de los cuales (Kołtun się jeży, Młot na lewicy y Sól do oka) y son periodismo y humor político, mientras que otros son libros de viajes:
·   Kołtun się jeży (1996)
·     Podróżnik WC (1997, 2010)
·     WC na końcu Orinoko (1998)
·     Młot na lewicę (1999)
·     Sól do oka (2002)
·     Gringo wśród dzikich plemion (2003)
·     Rio Anaconda (2006)
·     Wyspa na prerii (2014)
·     Piechotą do źródeł Orinoko (2019)

## Televisión
Sus éxitos televisivos más conocidos son: 
1.    “WC Kwadrans” un programa de Wojciech Cejrowski transmitido en TVP1 en 1994-1996. El autor presentó puntos de vista conservadores sobre cuestiones sociales. El programa, según los supuestos del autor, fue espectacular, burlón, satírico y escandaloso.
2.    “Boso przez świat” un programa de viajes, que toma la forma de reportajes de aproximadamente 25 minutos de muchos países por ejemplo Brasil, México, Gambia, Ecuador y Portugal[4].

## Glosas
[1]O mnie. Disponible en: www.cejrowski.com/o-mnie [Consultado el 3 de junio de 2019].
[2] Basado en el sitio https://www.rp.pl/artykul/190046-Po-co-komu--bialy-czlowiek.html.
[3] [3] G. Brzozowicz, Cejrowski. Bibliografia, Poznań, Wydawnictwo Zysk i S-ka, 2010.
[4] https://pl.wikipedia.org/wiki/Boso_przez_%C5%9Bwiat.